# 奧文約 (加利福尼亞州)
奧文約（英語：Owenyo）是位於美國加利福尼亞州因約縣的一個非建制地區。該地的面積和人口皆未知。

## 地理
奧文約的座標為36°40′42″N 118°02′39″W / 36.67833°N 118.04417°W，而該地的平均海拔高度為1127米（即3697英尺）。